# اکپینار، کاملو
اکپینار، کاملو (به لاتین: Akpınar, Kumlu) یک منطقهٔ مسکونی در ترکیه است که در استان ختای واقع شده‌است.

## خصوصیات
اکپینار ۱٬۳۸۰ نفر جمعیت دارد و ۱۲۱ متر بالاتر از سطح دریا واقع شده‌است.